# Кобилін-Ляткі
Кобилін-Ляткі (пол. Kobylin-Latki) — село в Польщі, у гміні Кобилін-Божими Високомазовецького повіту Підляського воєводства.
Населення — 120 осіб (2011).
У 1975—1998 роках село належало до Ломжинського воєводства.

## Демографія
Демографічна структура станом на 31 березня 2011 року:
|          | Загалом | Допрацездатний вік | Працездатний вік | Постпрацездатний вік |
| -------- | ------- | ------------------ | ---------------- | -------------------- |
| Чоловіки | 64      | 13                 | 45               | 6                    |
| Жінки    | 56      | 10                 | 32               | 14                   |
| Разом    | 120     | 23                 | 77               | 20                   |